# Atletica leggera ai Giochi della XXXII Olimpiade - Lancio del disco maschile
Ai Giochi della XXXII Olimpiade la competizione del Lancio del disco maschile si è svolta il 30 e 31 luglio 2021 presso lo Stadio nazionale di Tokyo.

## Presenze ed assenze dei campioni in carica
| Competizione         | Atleta            | Prestazione | Tokyo 2020 |
| -------------------- | ----------------- | ----------- | ---------- |
| Olimpiadi 2016       | Christoph Harting | 68,37 m     | Non selez. |
| Commonwealth 2018    | Fedrick Dacres    | 68,20 m     | Presente   |
| Europei 2018         | Andrius Gudžius   | 68,46 m     | Presente   |
| Asiatici 2018        | Ehsan Hadadi      | 65,71 m     | Presente   |
| Panamericani 2019    | Fedrick Dacres    | 67,68 m     | Presente   |
| Mondiali 2019        | Daniel Ståhl      | 67,59 m     | Presente   |
|                      |                   |             |            |
| Mondiali junior 2018 | Kai Chang         | 62,36 m     | Non qual.  |

1. ↑  L'attrezzo pesa 1,75 kg.

Graduatoria mondiale
In base alla classifica della Federazione mondiale, i migliori atleti iscritti alla gara erano i seguenti:
| Pos. | Atleta              | Punti | Note |
| ---- | ------------------- | ----- | ---- |
| 1    | Daniel Ståhl        | 1453  |      |
| 2    | Fedrick Dacres      | 1385  |      |
| 3    | Lukas Weißhaidinger | 1350  |      |

## La gara
In Qualificazione Fedrick Dacres (Giamaica), uno dei pretendenti al titolo, si classifica 13º ed è il primo degli eliminati. Per una beffa del destino, il 12º e ultimo dei qualificati è un suo connazionale, Chad Wright. Non si qualifica nemmeno Piotr Małachowski, argento a Rio de Janeiro.
Dopo un primo turno interlocutorio, la gara si accende coi secondi lanci: Daniel Ståhl balza in testa con 68,90 m, Lukas Weisshaidinger (Austria) è secondo con 66,65
Simon Pettersson (Svezia) terzo con 66,58. Il secondo e il terzo sono troppo vicini per pensare che non succeda nulla fino alla fine. Al terzo turno Weisshaidinger sale a 67,07. 
All'inizio dei salti di finale la situazione è la seguente: Ståhl è imprendibile. Il connazionale Pettersson è in lotta con Weisshaidinger per gli altri due gradini del podio. Al quinto turno lo svedese scaglia il disco a 67,39 assicurandosi la seconda piazza. Al sesto ed ultimo turno Matthew Denny, quinto con 66,06, si migliora di un metro con un lancio a 67,02: gli vale la quarta posizione. È l'ultimo lancio degno di nota della gara. 
Ståhl vince con 151 cm di vantaggio sul secondo classificato.

## Risultati

### Qualificazioni
Qualificazione: 66,00 (Q) oppure i 12 migliori atleti (q) accedono alla finale.
| Posizione | Gruppo | Nome                 | Nazionalità   | Lanci | Lanci | Lanci | Risultato | Note                                     |
| Posizione | Gruppo | Nome                 | Nazionalità   | 1°    | 2°    | 3°    | Risultato | Note                                     |
| --------- | ------ | -------------------- | ------------- | ----- | ----- | ----- | --------- | ---------------------------------------- |
| 1         | A      | Daniel Ståhl         | Svezia        | 66,12 |       |       | 66,12     | Q                                        |
| 2         | A      | Andrius Gudzius      | Lituania      | 65,94 | 65,07 | x     | 65,94     | q                                        |
| 3         | B      | Kristjan Čeh         | Slovenia      | 65,45 | x     | 63,34 | 65,45     | q                                        |
| 4         | A      | Matthew Denny        | Australia     | 61,58 | 65,13 | 64,98 | 65,13     | q                                        |
| 5         | A      | Lukas Weißhaidinger  | Austria       | x     | x     | 64,77 | 64,77     | q                                        |
| 6         | A      | Mauricio Ortega      | Colombia      | 61,19 | 64,49 | x     | 64,49     | q                                        |
| 7         | B      | Simon Pettersson     | Svezia        | 60,62 | 59,47 | 64,18 | 64,18     | q                                        |
| 8         | A      | Sam Mattis           | Stati Uniti   | 62,31 | 63,74 | 63,21 | 63,74     | q                                        |
| 9         | A      | Daniel Jasinski      | Germania      | x     | 61,35 | 63,29 | 63,29     | q                                        |
| 10        | B      | Ola Stunes Isene     | Norvegia      | 61,59 | 61,84 | 63,26 | 63,26     | q                                        |
| 11        | A      | Clemens Prüfer       | Germania      | 62,52 | 61,45 | 63,18 | 63,18     | q                                        |
| 12        | B      | Chad Wright          | Giamaica      | 62,93 | 60,80 | 61,37 | 62,93     | q                                        |
| 13        | B      | Fedrick Dacres       | Giamaica      | 62,91 | 62,43 | x     | 62,91     |                                          |
| 14        | B      | Bartłomiej Stój      | Polonia       | 62,84 | 61,05 | x     | 62,84     |                                          |
| 15        | A      | Piotr Małachowski    | Polonia       | x     | 61,76 | 62,68 | 62,68     |                                          |
| 16        | A      | Alin Firfirică       | Romania       | 60,42 | 61,90 | x     | 61,90     |                                          |
| 17        | B      | Apostolos Parellīs   | Cipro         | 61,73 | 62,11 | x     | 62,11     | Miglior prestazione personale stagionale |
| 18        | B      | Alex Rose            | Samoa         | 61,28 | 61,72 | 61,30 | 61,72     |                                          |
| 19        | B      | Reginald Jagers III  | Stati Uniti   | 59,33 | x     | 61,47 | 61,47     |                                          |
| 20        | B      | Mykyta Nesterenko    | Ucraina       | 59,71 | 60,61 | 60,95 | 60,95     |                                          |
| 21        | A      | Lolassonn Djouhan    | Francia       | 60,74 | x     | 60,57 | 60,74     |                                          |
| 22        | B      | David Wrobel         | Germania      | 60,38 | x     | x     | 60,38     |                                          |
| 23        | B      | Mason Finley         | Stati Uniti   | x     | x     | 60,34 | 60,34     |                                          |
| 24        | A      | Danijel Furtula      | Montenegro    | 59,65 | x     | 59,93 | 59,93     |                                          |
| 25        | A      | Traves Smikle        | Giamaica      | 59,04 | x     | x     | 59,04     |                                          |
| 26        | A      | Ehsan Haddadi        | Iran          | 58,48 | 58,98 | x     | 58,98     | Miglior prestazione personale stagionale |
| 27        | B      | Yauheni Bahutski     | Bielorussia   | 58,65 | x     | x     | 58,65     |                                          |
| 28        | A      | Juan Caicedo         | Ecuador       | x     | 57,75 | x     | 57,75     |                                          |
| 29        | B      | Giovanni Faloci      | Italia        | x     | x     | 57,33 | 57,33     |                                          |
| 30        | B      | Lois Maikel Martínez | Spagna        | x     | 54,69 | x     | 54,69     |                                          |
|           | A      | Lawrence Okoye       | Gran Bretagna | x     | x     | x     | nm        |                                          |
|           | B      | Guðni Valur Guðnason | Islanda       | x     | x     | x     | nm        |                                          |

### Finale
| Pos.    | Atleta              | Nazione     | Lanci | Lanci | Lanci | Lanci           | Lanci           | Lanci           | Misura | Note                                     |
| Pos.    | Atleta              | Nazione     | 1°    | 2°    | 3°    | 4°              | 5°              | 6°              | Misura | Note                                     |
| ------- | ------------------- | ----------- | ----- | ----- | ----- | --------------- | --------------- | --------------- | ------ | ---------------------------------------- |
| Oro     | Daniel Ståhl        | Svezia      | 63,72 | 68,90 | 65,16 | 66,10           | 67,03           | 64,58           | 68,90  |                                          |
| Argento | Simon Pettersson    | Svezia      | 61,39 | 66,58 | x     | 66,24           | 67,39           | 65,39           | 67,39  |                                          |
| Bronzo  | Lukas Weißhaidinger | Austria     | 62,92 | 66,65 | 67,07 | 66,86           | x               | x               | 67,07  |                                          |
| 4       | Matthew Denny       | Australia   | 65,76 | 65,56 | 65,94 | 65,00           | 66,06           | 67,02           | 67,02  | Miglior prestazione personale            |
| 5       | Kristjan Čeh        | Slovenia    | x     | 62,95 | x     | 66,05           | 66,62           | 66,37           | 66,62  |                                          |
| 6       | Andrius Gudžius     | Lituania    | 64,05 | x     | 63,82 | 64,11           | 62,81           | x               | 64,11  |                                          |
| 7       | Mauricio Ortega     | Colombia    | 61,06 | 63,51 | x     | 64,08           | 63,87           | x               | 64,08  |                                          |
| 8       | Sam Mattis          | Stati Uniti | 61,18 | 63,88 | 63,14 | x               | 62,39           | x               | 63,88  | Miglior prestazione personale stagionale |
| 9       | Chad Wright         | Giamaica    | 61,43 | 61,42 | 62,56 | Non qualificati | Non qualificati | Non qualificati | 62,56  |                                          |
| 10      | Daniel Jasinski     | Germania    | 61,75 | 62,44 | x     | Non qualificati | Non qualificati | Non qualificati | 62,44  |                                          |
| 11      | Clemens Prüfer      | Germania    | 61,75 | 60,73 | x     | Non qualificati | Non qualificati | Non qualificati | 61,75  |                                          |
| 12      | Ola Stunes Isene    | Norvegia    | 60,95 | 61,18 | x     | Non qualificati | Non qualificati | Non qualificati | 61,18  |                                          |